# 도요다촌 (나가노현 스와군)
도요다촌(일본어: 豊田村)은 일본 나가노현 스와군에 설치되었던 촌이다. 현재의 스와시에 해당한다.